# Huang Xu
Huang Xu (förenklad kinesiska: 黄旭; traditionell kinesiska: 黃旭; pinyin: Huáng Xù) född den 4 februari 1979 i Nantong, Kina, är en kinesisk gymnast.
Han tog OS-guld i lagmångkampen i samband med de olympiska gymnastiktävlingarna 2000 i Sydney. Denna bedrift återupprepade Huang genom att ta OS-guld i lagmångkampen i samband med de olympiska gymnastiktävlingarna 2008 i Peking.